# Herbert Armstrong Bevard

Bischofswappen von Herbert Armstrong Bevard

Herbert Armstrong Bevard (* 24. Februar 1946 in Baltimore) ist ein US-amerikanischer Geistlicher und emeritierter römisch-katholischer Bischof von Saint Thomas.

## Leben
Er konvertierte im Juni 1964 vom Presbyterianismus zur römisch-katholischen Kirche. Der Erzbischof von Philadelphia, John Joseph Kardinal Krol, weihte ihn am 20. Mai 1972 zum Priester. 2003 wurde er zum Monsignore ernannt.
Papst Benedikt XVI. ernannte ihn am 7. Juli 2008 zum Bischof von Saint Thomas. Der Erzbischof von Washington, Donald William Wuerl, spendete ihm am 3. September desselben Jahres die Bischofsweihe; Mitkonsekratoren waren Joseph Edward Kurtz, Erzbischof von Louisville, und Daniel Edward Thomas, Weihbischof in Philadelphia.
Am 18. September 2020 nahm Papst Franziskus das von Herbert Armstrong Bevard vorgebrachte Rücktrittsgesuch an.